# Ніко Дована (стадіон)
«Стадіон Ніко Дована» — футбольний стадіон у місті Дуррес, Албанія, місткістю 12 040 місць. Є домашньою ареною футбольного клубу «Теута», що грає в албанській Суперлізі.
Хоча Дуррес є одним із найважливіших міст в Албанії, він має лише один якісний футбольний стадіон, який розташований у центральній частині міста.
Стадіон був названий на честь легендарного футболіста цієї країни Ніко Дована. Він грав на двох позиціях: воротар та нападник. Забив гол у першому фіналі чемпіонату Албанії 1931 року. Попередня назва стадіону — «Локомотив».
Незважаючи на поганий стан, у 2010 році на стадіоні було зіграно перший міжнародний товариський матч, де збірна Албанії приймала збірну Узбекистану.
У 2019 році через землетрус в Албанії при стадіоні розміщувалися намети для тих, хто втратив дах.